# Atomaria morio
Atomaria morio är en skalbaggsart som beskrevs av Friedrich Anton Kolenati 1846. Atomaria morio ingår i släktet Atomaria, och familjen fuktbaggar. Arten är reproducerande i Sverige.